# École européenne de Francfort
L’école européenne de Francfort est située à Praunheim, dans un quartier du nord de la ville. Elle regroupe une école primaire et un collège. Pour la première année, elle prépare les élèves au baccalauréat européen. Les classes sont divisées en 4 sections différente: allemande, anglaise, française et italienne.

## Histoire
L'école a ouvert ses portes en 2002. Elle s'occupe d'élèves du préscolaire, du primaire et du secondaire [2]. À l'époque, l'école était conçue pour un maximum de 900 élèves. Alors que le nombre d'étudiants augmentait rapidement, d'importantes mesures de rénovation et d'expansion ont eu lieu.
En plus des quatre sections linguistiques allemand, anglais, français et italien, la section linguistique espagnole a été installée dans la zone préscolaire en 2018 et est continuellement élargie. Les élèves sans section linguistique propre (SWALS) reçoivent un enseignement dans leur langue maternelle dans toutes les langues des États membres de l'UE (à l'exception du maltais). 
En raison d'une nouvelle augmentation prévue du nombre d'étudiants, un nouveau bâtiment sur une propriété plus grande est en discussion depuis des années (à partir de 2021). Comme nouveaux emplacements possibles, une zone au nord de la Heerstraße à Francfort-Praunheim [3] et la zone d'un complexe sportif dans le quartier de Sachsenhausen juste en face de la Banque centrale européenne ont été discutées [4].